# Excoecaria laotica
Excoecaria laotica là một loài thực vật có hoa trong họ Đại kích. Loài này được (Gagnep.) Esser mô tả khoa học đầu tiên năm 1996 publ. 1997.